# Yahia Attiyat Allah
Yahia Attiat-Allah El Idrissi (arabisch يحيى عطية الله الإدريسي, DMG Yaḥyā ʿAṭiyyat Allāh al-Idrīsī; * 2. März 1995 in Safi) ist ein marokkanisch-belgischer Fußballspieler.

## Karriere

### Klub
Er wechselte zur Saison 2014/15 aus der Reserve in die erste Mannschaft von Olympique Safi. Hiervon wechselte er weiter nach Griechenland um sich zur Spielzeit 2019/20 Volos NFC anzuschließen. Anfang 2020 kehrte er aber bereits schon wieder nach Marokko zurück, wo er sich ablösefrei Wydad Casablanca anschloss. Mit diesen gewann er seitdem zwei Mal die Meisterschaft und einmal die Champions League.

### Nationalmannschaft
Seinen ersten bekannten Einsatz für die marokkanische A-Nationalmannschaft hatte er am 29. März 2022 bei einem 4:1-Sieg über die Demokratische Republik Kongo während der Qualifikation für die Weltmeisterschaft 2022. Hier wurde er zur 81. Minute für Adam Masina eingewechselt.